# Wates Jaya
Wates Jaya is een bestuurslaag in het regentschap Bogor van de provincie West-Java, Indonesië. Wates Jaya telt 8966 inwoners (volkstelling 2010).